# Asarum arifolium
Asarum arifolium là một loài thực vật có hoa trong họ Aristolochiaceae. Loài này được Michx. mô tả khoa học đầu tiên năm 1803.